# La Gosseline
La Gosseline est un film muet français réalisé par Louis Feuillade en 1923 et sorti en 1924.

## Fiche technique
- Scénario : Louis Feuillade
- Directeur de la photographie : Maurice Champreux
- Montage : Maurice Champreux
- Décors : Robert-Jules Garnier
- Société de production : Société des Établissements L. Gaumont
- Format : Muet - Noir et blanc - 1,33:1 - 35 mm
- Pays de production :  France
- Date de sortie : 
  - France : 29 février 1924

## Distribution
- Bouboule : la Gosseline
- Émile André : le père Bertrand
- Marthe Lepers : la mère Bertrand
- Missia : Mistenflute
- Francine Mussey : Hermance
- René Poyen : Blaise Pédoizel
- Alice Tissot : Irma Pédoizel